# 玉名市立天水中学校
玉名市立天水中学校（たまなしりつ てんすいちゅうがっこう）は、熊本県玉名市天水町小天にある公立の中学校。
2027年（令和9年）4月に同地区の小学校2校（玉水・小天）が統合の上、「玉名市立天水小学校」（仮称）が中学校の敷地内に新設される予定である。

## 概要
歴史
1947年（昭和22年）の学制改革で発足した新制中学校2校（玉水・小天）が、1949年（昭和24年）に統合して開校した。現校名となったのは2005年（平成17年）。統合した年を創立年としており、2024年（令和6年）に創立75年を迎えた。
校訓
「自主・友愛・健康」
学校教育目標
「ふるさと天水町に誇りを持ち、たくましく生き抜く児童・生徒の育成」（小学校と共通）
校章
5本のペン先等を背景にして、中央に「中」の文字を配している。
校歌
作詞は片山賢一郎、作曲は古城秀雄による。歌詞は3番まであり、各番の歌詞中に校名の「天水中学校」が登場する。
通学区域
玉名市小天町の全域。小学校区は以下の通り。
- 玉名市立玉水小学校区
- 玉名市立小天小学校区

## 沿革
- 1947年（昭和22年）4月1日 - 学制改革（六・三制の実施）により、以下の新制中学校2校が創立。
  - 「玉水村立玉水中学校」（玉水村立玉水小学校に併設）
  - 「小天村立小天中学校」（小天村立小天小学校に併設）[4]
- 1949年（昭和24年）4月1日 - 上記2校（玉水・小天）を統合の上、「玉名郡小天村玉水村組合立 天水中学校」が開校。
- 1954年（昭和29年）10月1日 - 玉名郡2村（小天・玉水）が合併し、「天水村」が発足。「天水村立天水中学校」に改称。
- 1960年（昭和35年）10月1日 - 天水村の町制施行により「天水町」が発足。「天水町立天水中学校」に改称。
- 2005年（平成17年）10月3日 - 天水町が玉名市に合併し、「玉名市立天水中学校」（現校名）に改称。
- 2006年（平成18年）- 体育館が完成。
- 2008年（平成20年）4月 - 2学期制を導入。
- 2027年（令和9年）4月1日 - 中学校敷地内に「玉名市立天水小学校」（仮称）が併設される（予定）[1]。

## 交通アクセス
最寄りのバス停留所
- 九州産交バス 「石橋（小天）」停留所

最寄りの幹線道路
- 熊本県道1号熊本玉名線

## 周辺
- 玉名市天水市民センター
- 玉名市包括支援センター 天水支所
- 玉名市立天水図書館
- 天水学校給食センター
- 玉名市立小天小学校
- 玉名市天水体育館・相撲場
- 天水グラウンド
- 熊本銀行天水支店
- 肥後銀行天水支店
- JAたまな天水総合支所
- 天水町護国神社
- 唐人川